# SN 1995as
SN 1995as – supernowa typu I odkryta 19 listopada 1995 roku w galaktyce A010135+0426. Jej maksymalna jasność wynosiła 23,02m.